# TVi (Ukraine)
TVi est une chaîne de télévision ukrainienne privée lancée le 17 mars 2008.

## Personnalités liées
- Anastasia Nastia Stanko (1986-), journaliste et animatrice de télévision ukrainienne.